# Agitateurs de rêves
 (juin 2017).
Agitateurs de rêves est une association loi de 1901 d'intérêt général à but non lucratif qui, au travers de divers événements culturels, essaye d'améliorer les capacités de chacun à vivre ensemble. « Agitateur » pour celui qui agit dans la cité en y devenant acteur culturel. Fondée en 2011 sous l'impulsion de Maud de Cointet, elle se déploie à Annecy en Haute-Savoie et aspire à dupliquer son modèle dans d'autres villes.

## Présentation

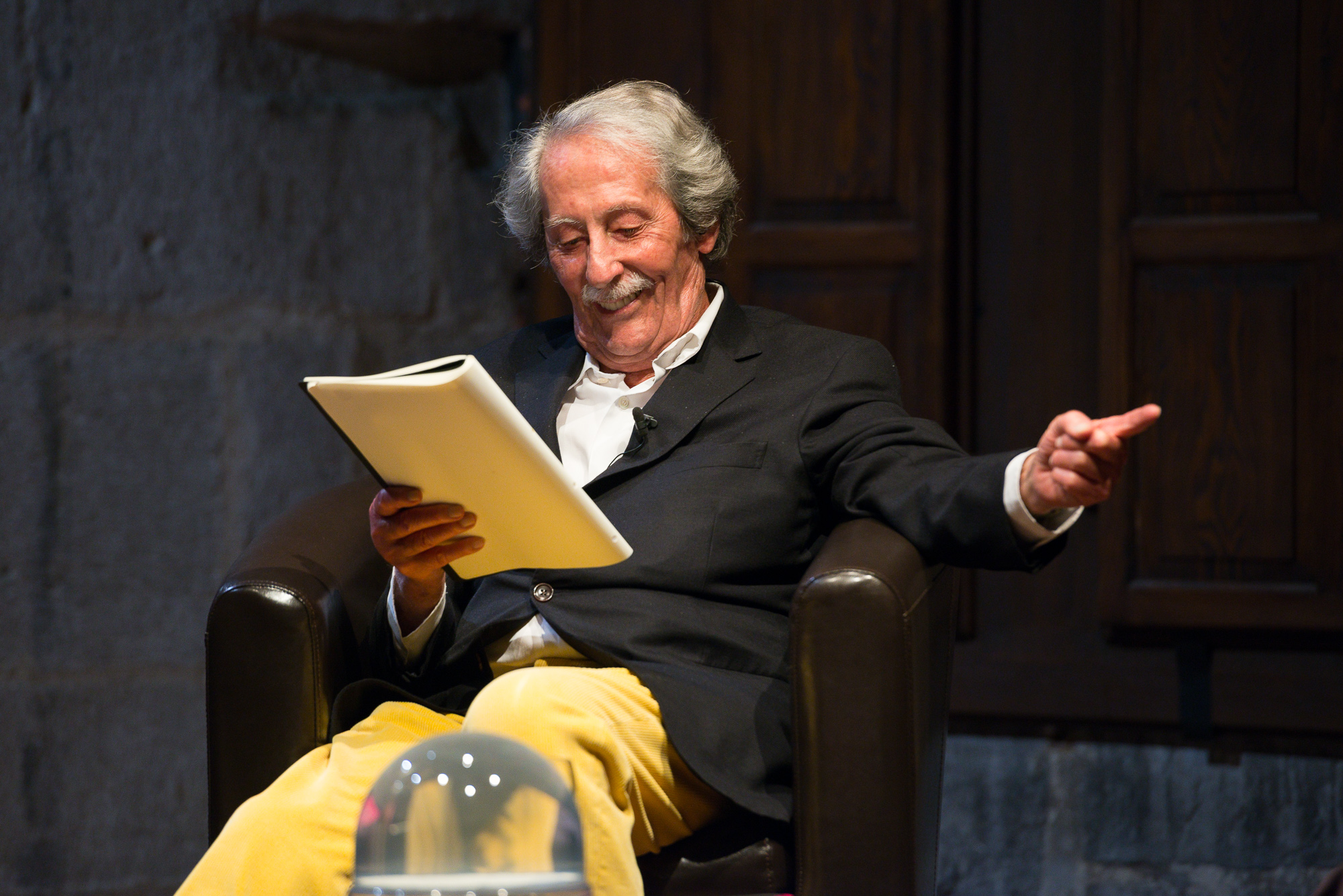
Jean Rochefort à l'ouverture du 4e festival Coup de théâtre en septembre 2014.

L'association est créée en 2011 par Maud de Cointet. Elle a pour objectif la création, la production et la diffusion des arts du spectacle vivant, à travers l'organisation de manifestations artistiques et de projets d'animation culturelle favorisant le partage, la médiation et l'éducation populaire.
Elle fédère sous forme d'un collectif culturel, des habitants, commerçants et acteurs locaux publics et privés qui souhaitent utiliser la culture comme vecteur de lien social et la partager « sur la place du village ». Elle est parrainée depuis 2014 par le comédien Jean Rochefort et soutenue par l'écrivain-voyageur Sylvain Tesson[réf. nécessaire]. En 2015, l'association fait l'acquisition d'un fourgon tube Citroën HY, qu'elle aménage en Camioguinguette[réf. nécessaire]. Elle devient son emblème et le bureau itinérant de ses projets de médiation culturelle auprès de publics éloignés[réf. nécessaire].

## Gouvernance et fonctionnement

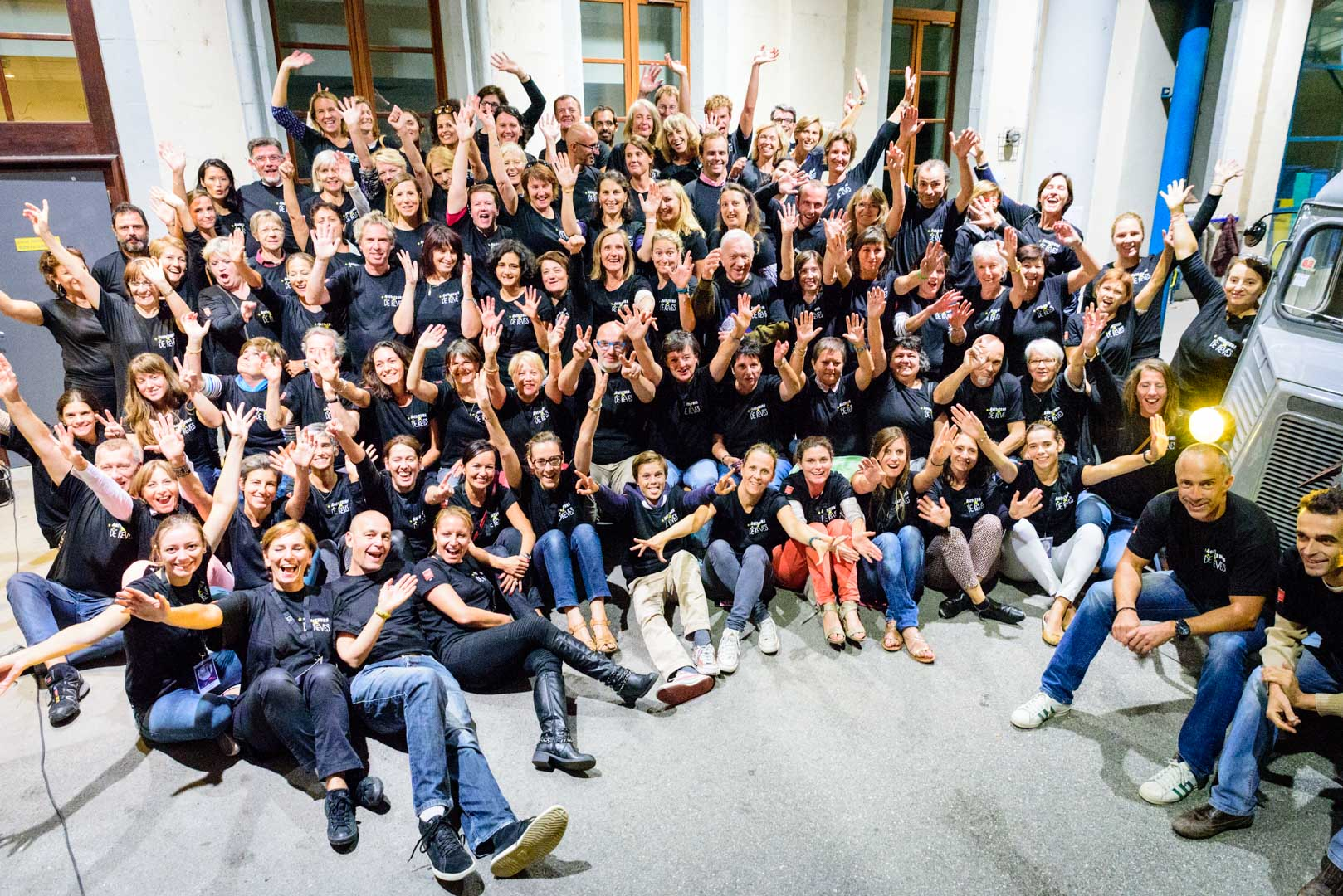
Les bénévoles du Coup de Théâtre 2015

Les membres de l'association sont répartis en cinq groupes : les membres fondateurs (premier bureau de l'association en 2011 : Catherine Baud, Agathe Behringer, Maud de Cointet, Arnaud Delaunay, Emmanuelle Turbé) les membres actifs, les membres bienfaiteurs, les membres d'honneur et les membres du conseil d'administration[réf. nécessaire].
Chaque membre du conseil d'administration est renouvelé au tiers chaque année et assure la direction d'une des neuf équipes de bénévoles investis à l'année : administration, adhésion, communication, mécénat, programmation, médiation culturelle et éducation populaire, régie, production, événements et vie de l'association. L'association est portée par plus de 200 adhérents, 60 bénévoles actifs et jusqu'à 200 en renfort ponctuel sur les événements.
Son financement est assuré à hauteur de 80 % par du mécénat culturel, un cas d'école en France.

## Actions

### Festival Coup de Théâtre

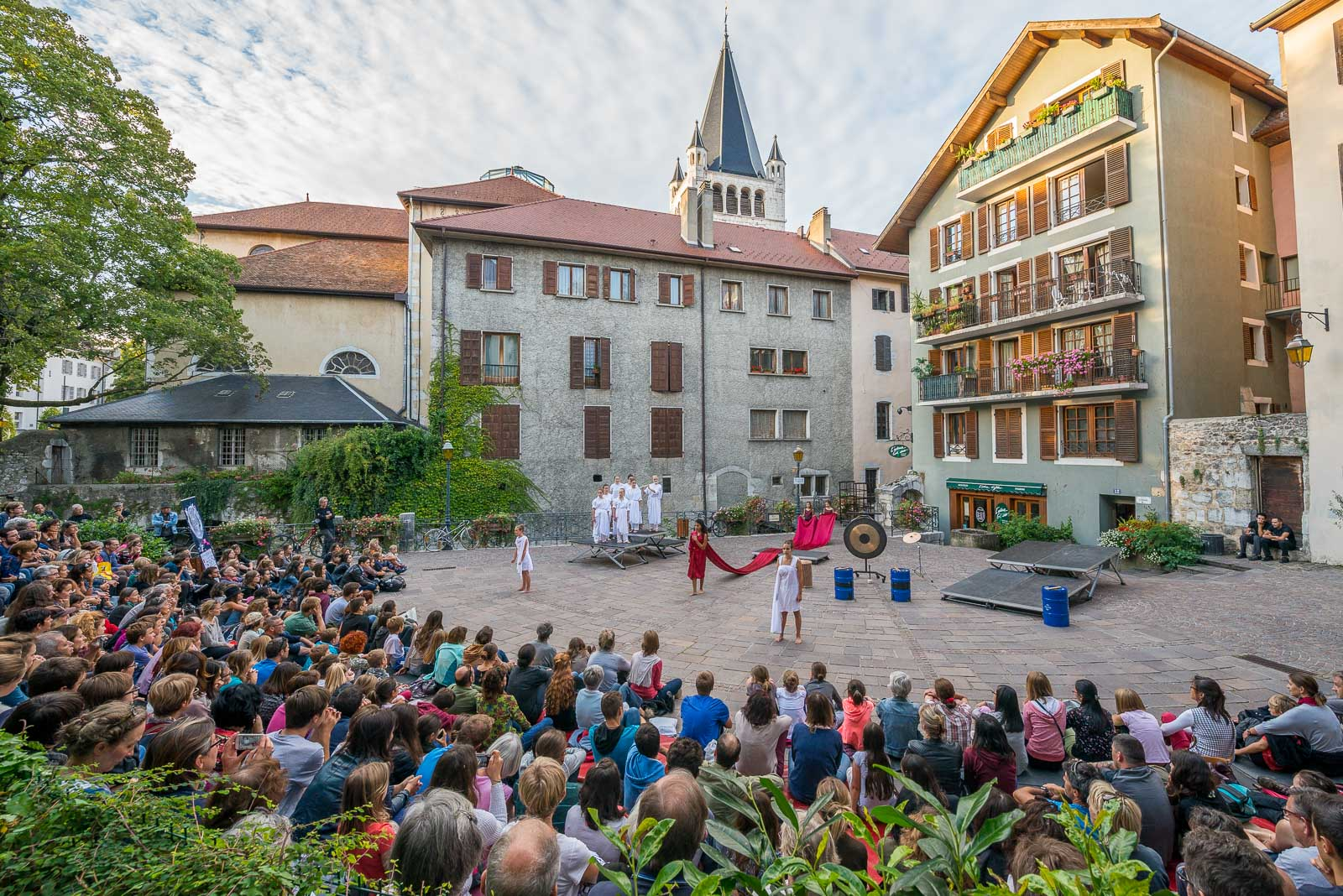
Spectacle du Coup de Théâtre sur le quai de la Cathédrale à Annecy.

Événement phare de l'association, le festival Coup de Théâtre se déroule chaque année en septembre, avant et pendant les Journées européennes du patrimoine. La programmation est, depuis le début, tenue par Anne Habermeyer, directrice artistique du festival. Il a pour but de rendre la culture accessible à tous, pour tous et partout, en descendant dans les rues, places et jardins, partageant les grands textes théâtraux grâce à des compagnies professionnelles. Jean Rochefort exprime y avoir retrouvé l'esprit de ses débuts : « C'est cette dimension fraternelle de l'art qui devrait aujourd'hui redevenir sa force première. »
Les spectateurs sont accueillis en participation libre dans différents lieux de l'agglomération d'Annecy, parfois inattendus, qui se transforment alors en décor de théâtre. De la cour du Château en passant par la vieille ville, jusqu'en périphérie avec des quartiers populaires. « Pendant sept jours, le théâtre est dans la rue. Il se glisse même chez l'habitant. »
Depuis sa création en 2012, le festival connaît un succès grandissant, atteignant les 6 000 spectateurs en 2016. « Des moments de rencontres, de "vivre ensemble" aussi qui permettent à tous les publics de profiter du spectacle vivant, au-delà des chapelles ou des institutions parfois intimidantes de la Culture. »

### Ateliers itinérants
Les services civiques de l'association Agitateurs de rêves travaillent en collaboration avec les bailleurs sociaux et les associations Passage et Oréades qui mènent à Annecy et ses environs une action éducative et d'animation des quartiers auprès des jeunes. Les jeunes se voient offrir l'occasion de participer à des ateliers culturels formateurs autour des métiers de la régie et de la technique du spectacle vivant avec le directeur technique du Coup de Théâtre, Sébastien Babel et de la photographie avec le photographe François Blin et le projet « Raconte ton quartier ».

### Happy Blog
L'idée de démocratisation culturelle promue par l'association vit également tout au long de l'année, notamment à travers un blog culturel participatif destiné à la jeunesse : le Happy Blog, un espace construit par et pour les jeunes et qui favorise l'expression de chacun autour de thématiques culturelles.

## Accueil critique
Le mouvement est cité dans la presse nationale, généralement dans le cadre d'entretiens avec sa fondatrice ou ses bénévoles,,,,,, Jean Rochefort a lui aussi un rêve : « que ce mouvement puisse se répandre dans d'autres villes de France »[réf. nécessaire].